# Канон, Вильфрид
Серж Вильфрид Канон (фр. Serge Wilfried Kanon; род. 6 июля 1993[…], Абиджан) — ивуарийский футболист, центральный защитник кувейтского клуба Аль-Джахра и сборной Кот-д’Ивуара.

## Клубная карьера
Молодёжную карьеру Канон начал, в возрасте 17 лет, в итальянском клубе «Эмполи». Первый гол за команду забил в ворота «Новары» (2:2).
После впечатляющей в течение периода пребывания в румынском клубе, главный тренер «Глории» Николае Маня решил подписать с ним контракт. Дебют за команду состоялся 22 июля в матче против «Астры» (1:2), где Канон провёл на поле 40 минут.
После сезона 2012/13 Николае Маня пошёл тренировать «Корону» из Брашова, и вместе с собой взял Вильфрида. Он играл на позиции левого защитника и дебют за клуб состоялся в домашнем матче против «Оцелула». Он провёл целиком участие ещё в четырёх матчей и отсутствовал в шести матчах из-за вопросов выдачи разрешения работать.
После вопросов выдачи разрешений на работу в «Короне», Канон подписал контракт на два года с нидерландским клубом АДО Ден Хааг.
1 июля 2015 года было объявлено о переходе Вильфрида во французский «Лилль», с которым он заключил контракт на четыре года. 9 июля французский клуб сообщил, что по результатам медицинского обследования Канон не будет выступать за их команду, после чего он вернулся в расположение клуба АДО Ден Хааг.
В августе 2017 года Канон подписал новый пятилетний контракт с АДО.
18 сентября 2019 года присоединился к египетскому «Пирамидз».
1 февраля 2021 года был отдан в аренду в катарский клуб «Аль-Гарафа» на 6 месяцев.
28 марта 2022 года подписал контракт с финским клубом ХИФК.

## Карьера за сборную
Дебют за сборную Кот-д’Ивуара состоялся 11 января 2015 года в товарищеском матче против сборной Нигерии (1:0). Был включен в состав сборной на Кубок африканских наций 2015 в Экваториальной Гвинеи. В настоящее время Канон провёл за сборную 12 матчей и забил 1 гол.

### Голы за сборную
| No | Date            | Venue                                       | Opponent | Score | Result | Competition              |
| -- | --------------- | ------------------------------------------- | -------- | ----- | ------ | ------------------------ |
| 1. | 4 февраля 2015  | Стадион в Бата, Бата, Экваториальная Гвинея | ДР Конго | 3–1   | 3–1    | КАН 2015                 |
| 2. | 13 октября 2019 | Стад де ла Ликорн, Амьен, Франция           | ДР Конго | 1–0   | 3–1    | Товарищеский матч        |
| 3. | 26 марта 2021   | Дженерал Сейни Кунче, Ниамей, Нигер         | Нигер    | 3–0   | 3–0    | Квалификация на КАН 2021 |